# Equinoxe Infinity
Pour les articles homonymes, voir Équinoxe (homonymie).
Albums de Jean-Michel Jarre
Planet Jarre: 50 Years of Music
(2018) Amazônia
(2021)
Equinoxe Infinity est un album studio de Jean-Michel Jarre, sorti en 2018. Il fait suite ou référence à l'album Équinoxe sorti 40 ans plus tôt en 1978 et est en premier lieu inspiré du visuel de la pochette d'Équinoxe.

## Historique et enregistrement
Après avoir donné un troisième volet à Oxygène, Jean-Michel Jarre ne songe pas d'emblée à faire une suite à Équinoxe. Il explique avoir ensuite changé d'avis :

« Au départ, je n’avais pas l’intention de faire une suite à ce disque, mais quand on a évoqué l’idée de fêter l’anniversaire d’Équinoxe, j’ai eu envie de quelque chose que j’avais en tête depuis très longtemps : partir du visuel d’une pochette pour composer un album. Et c’est ce que j’ai fait en me demandant ce que sont devenus les créatures, ces espèces de “watchers”, qui sont sur la pochette d’Équinoxe, dont on ne sait pas trop ce qu’elles regardent. À l’ère du vinyle, c’est un visuel qui avait marqué son époque »

Jean-Michel Jarre découvre l'artiste tchèque Filip Hodas sur Instagram. Il lui demande alors de créer deux pochettes différentes qui symboliseraient « un futur plus apaisé et l’autre un futur plus sombre ». Jean-Michel Jarre s’inspire ensuite de ces deux images et compose sa musique comme une bande originale. Il décrit ce processus inédit pour lui : « C’est une approche totalement différente. J’ai élaboré dans ma tête une sorte de scénario. Ces personnages symbolisent pour moi l’évolution, l’idée que la technologie nous observe, et ce depuis le début de mon travail avec les outils analogiques puis numériques et aujourd’hui l’intelligence artificielle ».

## Pochettes

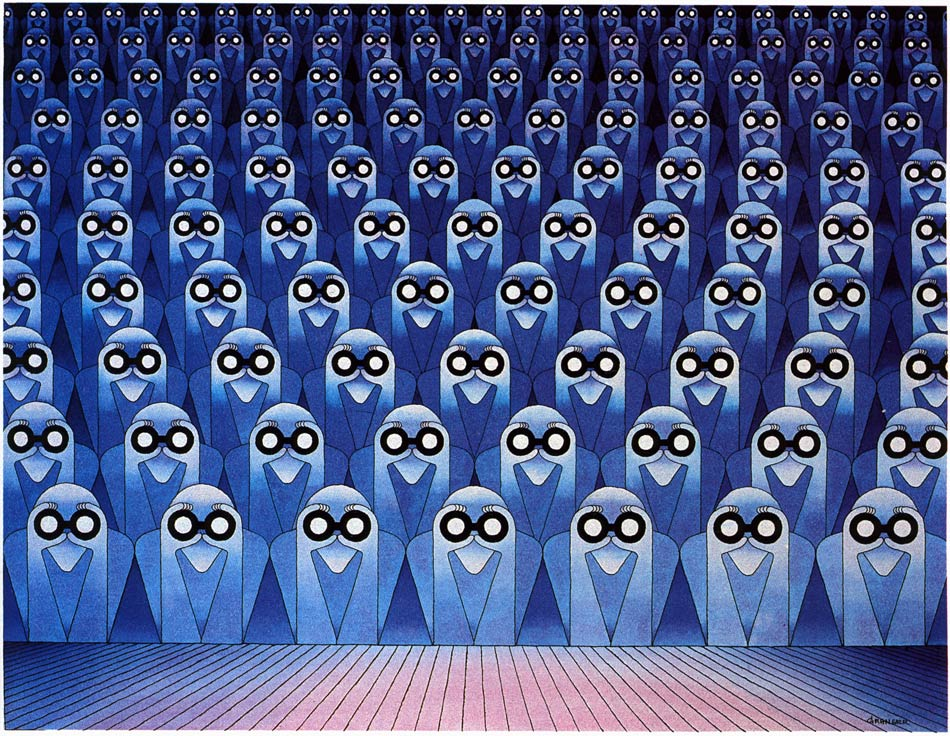
"Le trac" de Michel Granger pour la pochette du premier album Équinoxe

L'artwork de l'album est réalisé par l'artiste tchèque Filip Hodas. Il a composé deux pochettes différentes qui reprennent les personnages créés par Michel Granger pour Équinoxe.

## Accueil critique
La critique de Rolling Stone souligne la modernité de l'opus « Si ce nouvel Équinoxe perpétue l’ADN du premier, soit différentes parties qui s’enchaînent les unes aux autres avec des thèmes récurrents, il bénéficie du son d’aujourd’hui et hésite entre deux visions de l’avenir : crépusculaire et pessimiste (Flying Totems, Robots Don’t Cry et son Mellotron) ou confiante et dynamique à l’image de l’épique The Opening. Conçu avec une intelligence artificielle, l’étonnant dernier morceau Equinoxe Infinity propose un collage sonore récapitulatif de l’œuvre du parrain de la musique électronique depuis plus de 40 ans ».
Noémie Lecoq des Inrockuptibles écrit notamment « Quarante ans après Équinoxe, Jean-Michel Jarre finalise son diptyque avec cet album fascinant, entre espoir et dystopie ».
Dans Télérama, Erwan Perron écrit une critique négative de l'album qu'il décrit malgré tout comme « honorable » mais selon lui Jean-Michel Jarre n'invente plus rien : « Hélas, en cédant encore à la facilité, il n’est toujours pas à la hauteur de son statut de pape de l’électro [...] À vouloir ratisser large et à rassembler toutes les tendances de l’électro, à la manière d’un homme politique qui voudrait attirer tous les suffrages, concilier toutes les options, Jean-Michel Jarre est, hélas, passé cette fois de peu à côté d’un bon disque ».

## Liste des titres
Toutes les chansons sont écrites et composées par Jean-Michel Jarre.
| No  | Titre                                  | Durée |
| --- | -------------------------------------- | ----- |
| 1.  | The Watchers (Movement 1)              | 2:58  |
| 2.  | Flying Totems (Movement 2)             | 3:54  |
| 3.  | Robots Don't Cry (Movement 3)          | 5:44  |
| 4.  | All That You Leave Behind (Movement 4) | 4:01  |
| 5.  | If the Wind Could Speak (Movement 5)   | 1:32  |
| 6.  | Infinity (Movement 6)                  | 4:14  |
| 7.  | Machines are Learning (Movement 7)     | 2:07  |
| 8.  | The Opening (Movement 8)               | 4:16  |
| 9.  | Don't Look Back (Movement 9)           | 3:36  |
| 10. | Equinoxe Infinity (Movement 10)        | 7:33  |

## Crédits
- Jean-Michel Jarre : composition, production, mixage
- Stéphane Gervais : assistance à la production assistance
- Patrick Pelamourgues : assistance technique
- David Perreau : mastering
- Filip Hodas : artwork (d'après l’œuvre de Michel Granger pour Équinoxe)
- Peter Lindbergh : portrait
- Eric BDFCK Cornic : design

## Instruments et équipements utilisés
| - Yamaha CS-80 - ARP 2600 - EMS VCS3, Synthi AKS - Eminent 310 Unique - Roland Paraphonic 505 - Minipops - Mellotron | - Korg PA-600 - Korg Polyphonic Ensemble - Korg MS-20, GRI - Erica Synths Modular System - OPI - Modular Roland System 500 1 & 8 - Roland Boutiques | - Clavia Nord Lead 2 - Clavia Nord Modular - Small Stone - Electric Mistress - Big Sky & Capistan - Moog Sub 37 - Moog Taurus 1 | - Animoog - Arturia Arp 2600 - Arturia CS80 - Spectrasonics Omnisphere - NI Kontakt - NI Reaktor - Synapse Dune 2 | - Synapse The Legend - Spitfire Boom - NI Replica XT - u-he Satin - ValhallaDSP - Digisequencer |